# Asher Keddie
Asher Keddie (Melbourne, 31 luglio 1974) è un'attrice australiana, attiva in campo teatrale, televisivo e cinematografico.
Ha iniziato la sua carriera nella serie televisiva Five Mile Creek a metà degli anni '80, ricevendo ampio riconoscimento per il suo ruolo nella serie Offspring. Il suo significativo repertorio in televisione l'ha portata a essere soprannominata la "Ragazza d'oro della televisione australiana". Keddie ha ricoperto anche un piccolo ruolo nel film X-Men le origini - Wolverine nella parte della dottoressa Carol Frost. Oltre al lavoro televisivo e cinematografico, le vengono riconosciute diverse produzioni teatrali, tra cui il recital Le relazioni pericolose per la Melbourne Theatre Company nel ruolo di Madame de Tourvel.
Ha vinto il Logie Award come attrice più popolare per cinque volte di fila tra il 2011 e il 2015. Inoltre, Keddie ha vinto il premio Gold Logie 2013 per la personalità più popolare della televisione australiana, con il ruolo della dottoressa Nina Proudman nel dramma di Network Ten Offspring. In precedenza era stata nominata due volte per lo stesso premio. Keddie vanta un totale di sette Logie Awards.

## Biografia
Asher Keddie è nata a Melbourne, figlia degli insegnanti Robi e James Keddie. Attiva in campo cinematografico, televisivo e teatrale, Keddie è nota soprattutto in patria per la serie televisiva Love My Way. Nel corso della sua carriera ha ricevuto due candidature agli AACTA Award. A livello internazionale è nota soprattutto per le serie televisive Underbelly: A Tale of Two Cities e Nine Perfect Strangers.
Kaddie è stata sposata con Jay Bown dal 2007 al 2011 e poi con Vincent Fantauzzo dal 2014. Dal secondo marito ha avuto il figlio Valentino nel 2015.

## Carriera nello spettacolo

### Carriera televisiva e cinematografica
Keddie ha ricoperto ruoli da comparsa all'inizio della sua carriera in vari drammi televisivi, inclusi i suoi primi ruoli in Five Mile Creek (1985), Fortress (1986) e Janus (1994). Ha interpretato il ruolo di Marriane Sheridan in Blue Heelers - Poliziotti del cuore (stagione 3, episodio 21) andato in onda il 18 giugno 1996 e Good Guys, Bad Guys (1997). Dal 1997 al 1998 è comparsa in State Coroner. In seguito, ha avuto un ruolo ricorrente in Stinger dal 2000 al 2004.
La grande occasione di Keddie è arrivata nel 2004, quando ha ottenuto un ruolo da protagonista in Love My Way, una serie drammatica in onda su Foxtel. La serie si è conclusa alla fine del 2007. Questo ruolo ha portato Keddie a essere nominata per vari premi grazie all'interpretazione di Julia Jackson, una donna in lotta con la propria identità nel mezzo di una tragedia familiare. 
Nel 2009, Keddie ricoprì tre ruoli diversi. Ha interpretato l'agente di polizia Liz Cruickshank nel dramma televisivo Underbelly: A Tale of Two Cities e la giornalista Jacinta Burns, nella serie Rush, così come la dottoressa Carol Frost in X-Men le origini - Wolverine.
Nel 2010, Keddie ha rappresentato l'autrice Blanche d'Alpuget in Hawke, un telefilm sulla carriera politica di Bob Hawke, il primo ministro australiano dal 1983 al 1991. È anche diventata la star della serie drammatica Offspring, andata in onda nell'agosto 2010. Nell'aprile 2011, ha ricoperto il ruolo di Ita Buttrose, protagonista nel telefilm di ABC1 Paper Giants: The Birth of Cleo, dove viene raccontata la sua ascesa al successo come editore della rivista Cleo.
Nel 2014, Keddie ha recitato in Party Tricks nel ruolo di Kate Ballard, che affronta una campagna elettorale insieme al candidato dell'opposizione David McLeod (Rodger Corser), con il quale ebbe una relazione tumultuosa.
Nel 2019, Keddie ha recitato nell'acclamata serie ABC1 The Cry. 
Nel marzo 2020, ha recitato in una serie divisa in 6 parti su ABC1, Apolidi, ambientata in un centro di detenzione nel mezzo dell'outback australiano e avente come protagonista e produttrice l'attrice australiana Cate Blanchett. 
Nel 2021, Keddie ha interpretato Heather Marconi nella serie Hulu, guidata da Nicole Kidman, Nine Perfect Strangers al fianco di Melissa McCarthy, Samara Weaving e Bobby Cannavale.

### Carriera teatrale
Debuttando a teatro per la Melbourne Theatre Company nel 1998 in Closer di Patrick Marber; Keddie è apparsa in Cyrano de Bergerac, Le relazioni pericolose, Birthrights, Grandi speranze, Il gabbiano e Life After George di Hannie Rayson. La sua parte nello spettacolo teatrale del 2005 di Le relazioni pericolose della Melbourne Theatre Company e quella in The Ishmael Club della Playbox, le sono valse entrambe la candidatura al Green Room Award.
Nel 2007 Keddie ha recitato al fianco di Jay Bowen nell'opera teatrale della Melbourne Theatre Company The Glass Soldier, scritta da Hannie Rayson.

## Filmografia

### Cinema
- X-Men le origini - Wolverine (X-Men Origins: Wolverine), regia di Gavin Hood (2009)

### Televisione
- Five Mile Creek – serie TV, 1 episodio (1985)
- Blue Heelers - Poliziotti con il cuore (Blue Heelers) – serie TV, 4 episodi (1996-2003)
- The Secret Life of Us – serie TV, 1 episodio (2002)
- Underbelly: A Tale of Two Cities – serie TV, 13 episodi (2009)
- Rush – serie TV, 7 episodi (2009)
- Satisfaction – serie TV, 1 episodio (2010)
- The Cry – serie TV, 4 episodi (2018)
- Stateless – serie TV, 6 episodi (2020)
- Nine Perfect Strangers – serie TV, 8 episodi (2021)
- Ascolta i fiori dimenticati (The Lost Flowers of Alice Hart), regia di Glendyn Ivin – miniserie TV (2023)

## Doppiatrici italiane
Nelle versioni in italiano delle opere in cui ha recitato, Asher Keddie è stata doppiata da:
- Antonella Baldini in Underbelly: A Tale of Two Cities
- Roberta Greganti in Nine Perfect Stranger
- Alessandra Korompay in Stateless
- Francesca Manicone in Ascolta i fiori dimenticati